# بیل مار (قایقران روئینگ)
بیل مار (انگلیسی: Bill Maher؛ زادهٔ ۲۵ ژوئن ۱۹۴۶) قایقران روئینگ اهل ایالات متحده آمریکا بود.
وی در مسابقات کشوری و بین‌المللی در مجموع برندهٔ ۱ مدال برنز شده‌است.